# أنغم (اسم)
أَنْغُم هو اسم علم مؤنث من أصل عربي، وجاء الاسم على صيغة الجمع، ومعناه هو جرس الكلمة وحسن الصوت في القراءة وغيرها.